# Baluarte de Santa Rosa

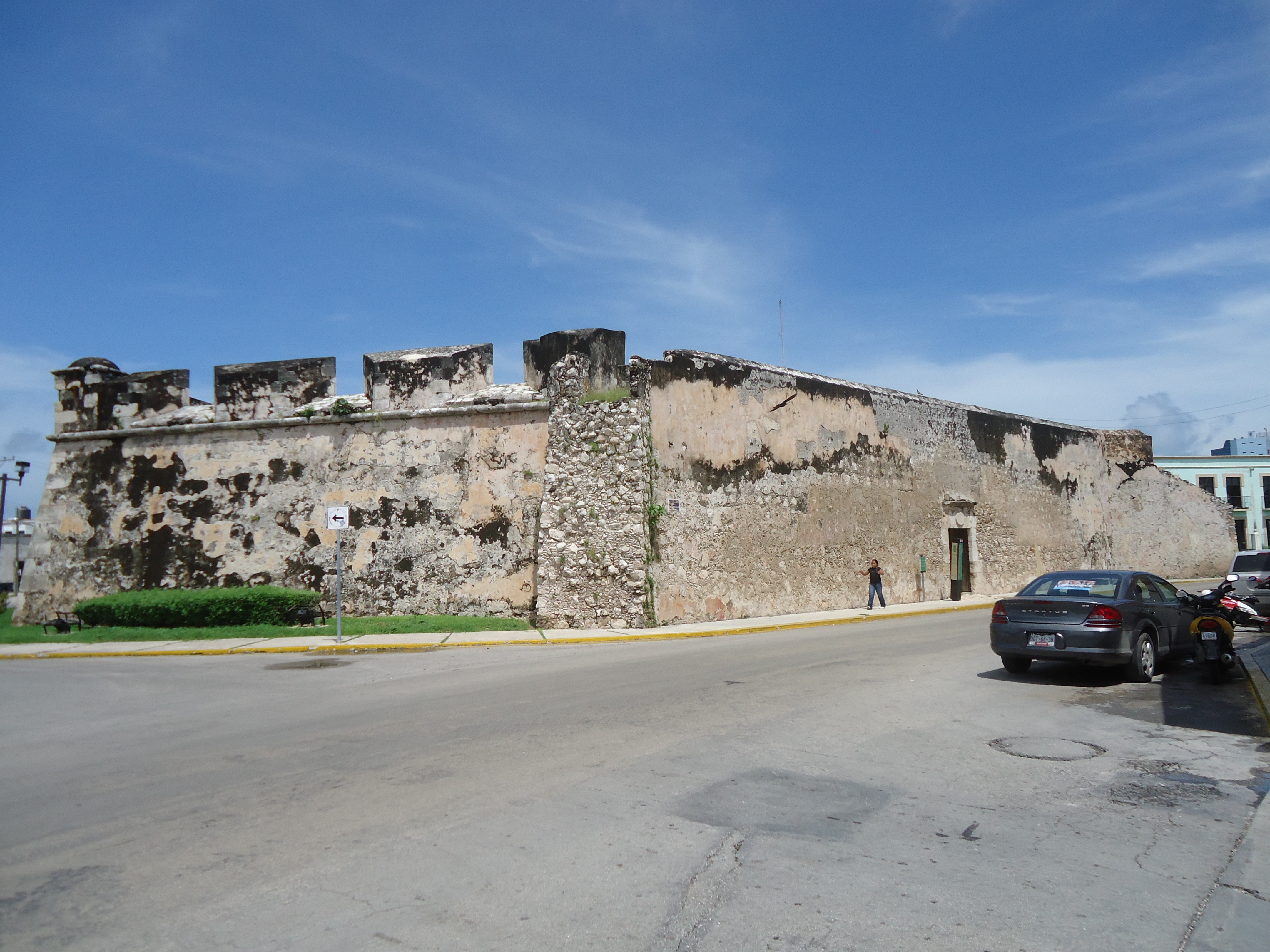
Vista lateral del Baluarte de Santa Rosa

El baluarte de Santa Rosa, se localiza en la ciudad San Francisco de Campeche, Campeche, México. Es el primero en concluirse, su nombre se inspira en honor a Rosa de Lima, quien fue la primera americana santificada. Su superficie era de 1,157.45 metros, actualmente alberga la pinacoteca Campechana, que resguarda pinturas y cuadros plásticos de artistas locales.

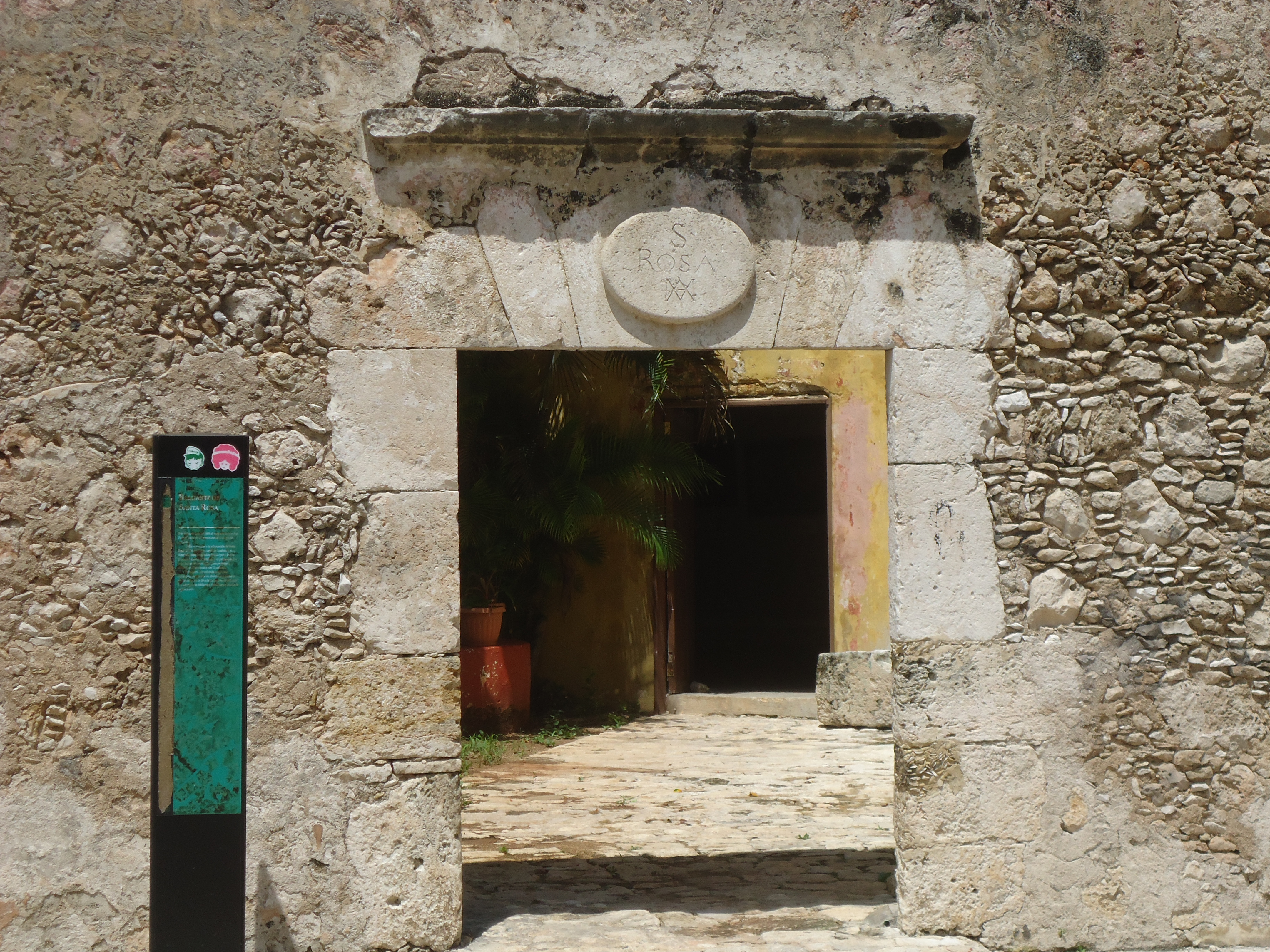
Vista frontal de Baluarte - Dintel de su puerta

En el dintel de su puerta viene grabado el nombre de Santa Rosa y un monograma de la Virgen María. Al igual que los otros  baluartes, éste es de planta pentagonal, en su interior hay un pequeño patio. Desde su azotea se pueden apreciar los tres garitones que formaban parte del puesto de vigilancia. 

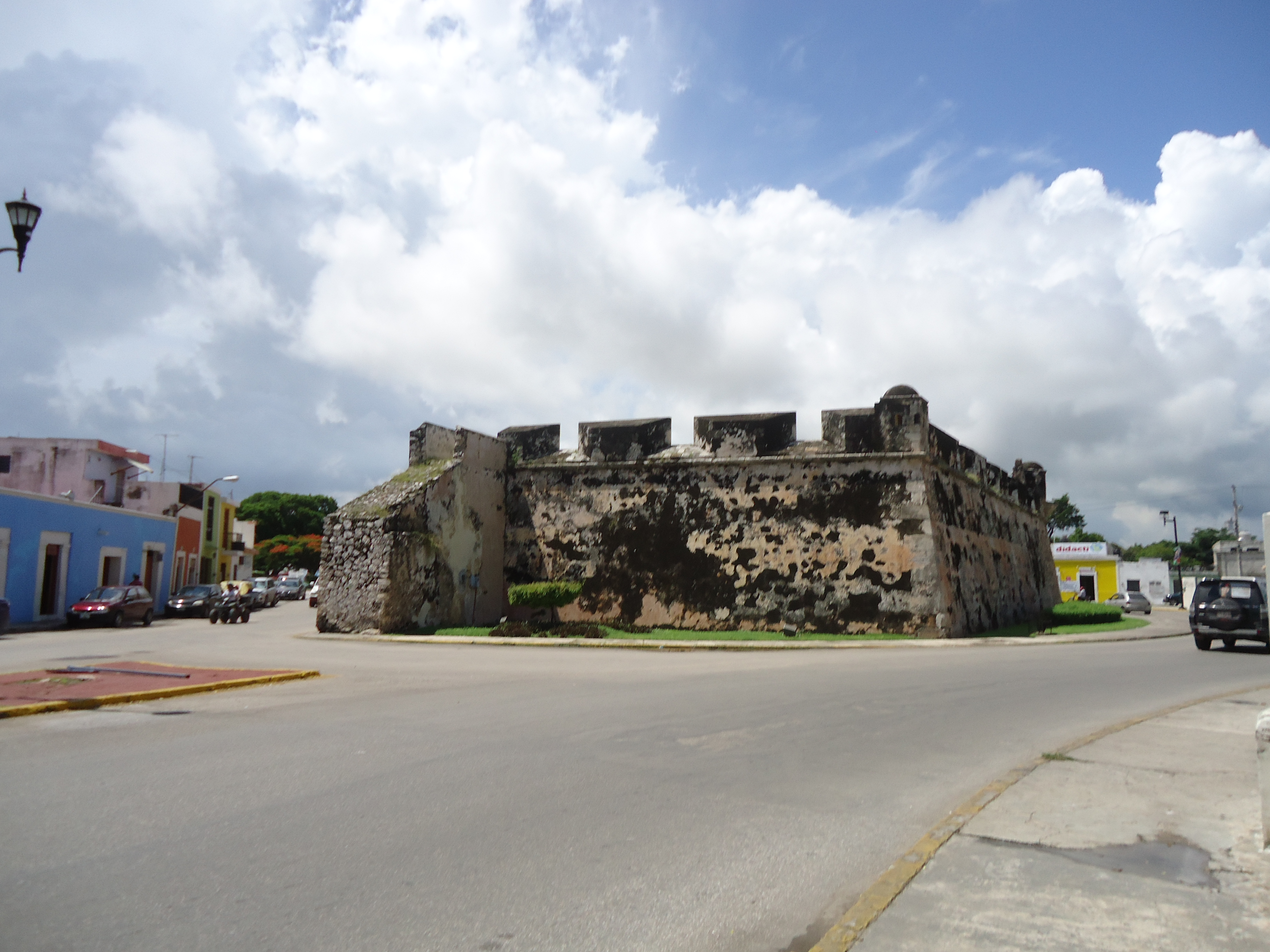
Vista trasera del Baluarte de Santa Rosa